# The Music Works
The Music Works (tiếng Hàn: 뮤직웍스; hay chỉ đơn giản gọi là Music Works) là một công ty giải trí của Hàn Quốc được thành lập vào năm 2012 bởi liên doanh Oh Won-chul (Philip Oh) cùng với CJ E&M Music.
Nhãn hiện đang quản lý một số nghệ sĩ, cụ thể là GilguBonggu (GB9), U Sung-eun, B.O.Y. Nó trước đây là nhà của các nghệ sĩ như Baek Ji-young.

## Các nghệ sĩ

### Nghệ sĩ
Solo
- U Sung-eun
- Song Yu-vin
- Bonggu (GB9)

Nhóm nhạc
- GB9
- B.O.Y

## Cựu nghệ sĩ/diễn viên
- Baek Ji-young (2014-2019)
- Kim So-hee (2016-2019)[1]
- MYTEEN (2016-2019)[2]
  - Chunjin (2016-2019)
  - Eunsu (2016-2019)
  - Hanseul (2016-2019)
- Lee Tae-vin (2016-2019)[3]
- Shin Junseop (2016-2020)
- Minzy (2016-2020)[4]